# Neve Bradbury
Neve Bradbury (født 11. april 2002) er en australsk professionel cykelrytter som i øjeblikket kører for UCI Women's WorldTeam Canyon//SRAM zondacrypto.